# Parafia Wszystkich Świętych w Rychnowie
Parafia Wszystkich Świętych w Rychnowie – parafia rzymskokatolicka znajdująca się w diecezji kaliskiej, w dekanacie Stawiszyn.